# Стазе Космета
Стазе Космета је српска документарна емисија коју је створила Марија Стевановић за Вечерње новости. Све епизоде су доступне преко Јутјуба.

## Епизоде
1. Ђаковица
2. Сушиће